# Odontostilbe parecis
Odontostilbe parecis és una espècie de peix de la família dels caràcids i de l'ordre dels caraciformes.

## Morfologia
- Els mascles poden assolir 3,9 cm de llargària total i les femelles 4,16.[4]

## Hàbitat
Viu en zones de clima tropical.

## Distribució geogràfica
Es troba a Sud-amèrica: rius Guaporé, Galera, Novo i Madeira (Brasil).